# Walter de Souza Goulart
Walter de Souza Goulart conosciuto solo come Walter (Rio de Janeiro, 17 giugno 1912 – 13 novembre 1951) è stato un calciatore brasiliano.

## Carriera
In carriera, Walter ha giocato per numerose squadre del Brasile tra cui il Santos, il Flamengo e il Vasco da Gama. Con la  Nazionale disputò il Campionato mondiale di calcio 1938.

## Palmarès

### Club
- Campionato Carioca: 2

América: 1935
Flamengo: 1939